# 潘捷列伊蒙·罗曼诺夫
潘捷列伊蒙·罗曼诺夫（俄语：Пантелеймон Серге́евич Романов，1884年7月24日—1938年4月8日）俄罗斯、苏联作家，在20世纪20年代至30年代成名，曾写短篇故事揭露并讽刺苏联新官僚的无知、无能和懦弱。